# Anna Hazare
Kisan Baburao Hazare (Lingua marathi: किसन बाबुराव हजारे), popolarmente conosciuto come Anna Hazare (Lingua marathi: अण्णा हजारे), (Bhingar, 15 giugno 1937) è un attivista e sociologo indiano.
Attivista sociale, è noto per aver partecipato al Movimento anticorruzione indiano del 2011, adottando metodi che sembrano derivare dagli insegnamenti del Mahatma Gandhi. In realtà non può essere qualificato come attivista gandhiano poiché la sua visione della società è autoritaria, con simpatie verso movimenti di destra ed auspica la pena di morte per i politici corrotti e altre posizioni sicuramente non gandhiane.
È conosciuto anche per il suo contributo alla costruzione e allo sviluppo di Ralegan Siddhi, un villaggio del Parner taluka nel distretto di Ahmednagar, appartenente allo stato di Maharashtra, nell'India occidentale. Si è adoperato per renderlo un villaggio modello, e per questo nel 1992 gli è stato conferito dal governo indiano il Padma Bhushan, che è il terzo più alto riconoscimento civile del suo Paese.